# Баратлија
Баратлија (мкд. Баратлија) је насеље у Северној Македонији, у североисточном делу државе. Баратлија је у оквиру општине Ранковце.

## Географија
Баратлија је смештена у североисточном делу Северне Македоније. Од најближег града, Куманова, село је удаљено 45 km источно.
Село Баратлија се налази у историјској области Славиште. Насеље је положено на јужним падинама планине Герман, на приближно 930 метара надморске висине.
Месна клима је планинска због знатне надморске висине.

## Становништво
Баратлија је према последњем попису из 2002. године имала 39 становника. Од тога огромну већину чине етнички Македонци (100%).
Претежна вероисповест месног становништва је православље.